# Wychbold
Wychbold är en by i Worcestershire i England. Byn är belägen 12,7 km 
från Worcester. Orten har 1 623 invånare (2016). Byn nämndes i Domedagsboken (Domesday Book) år 1086, och kallades då Wicelbold.